# Presidentvalet i Mali 2013
Presidentval genomfördes i Mali sommaren 2013. En andra valomgång hölls den 11 augusti mellan de båda presidentkandidater som fick flest röster på valdagen den 28 juli 2013. 

## Första valomgången
Den första valomgången genomfördes utan våldsdåd trots att Rörelsen Enhet och heligt krig i Västafrika (Mujao) hade hotat att angripa vallokalerna. I norra Mali övervakades valet av armén, FN-styrkor och 3 000 franska soldater sedan ett fredsavtal i juni avslutat inbördeskriget i Azawadregionen i norra Mali.   
Fredag den 2 augusti presenterade Malis inrikesminister Moussa Sinko Coulibaly valresultatet. Ibrahim Boubacar Keïta, som var premiärminister på 1990-talet och senare talman i parlamentet, fick 39,24 % av de 3,1 miljon avgivna rösterna. 
Hans främste utmanare, den förre finansministern Soumaïla Cissé fick 19,44 % av rösterna.
Anhängare till honom ifrågasatte valresultatet och anklagade myndigheterna för valfusk.
Valdeltagandet var 51,54 %. 

### Kandidater
I första valomgången deltog officiellt 28 kandidater. 
Bland dem fanns fyra tidigare premiärministrar: Ibrahim Boubacar Keïta, Cheick Modibo Diarra, Modibo Sidibe och Soumana Sacko. 
Det största politiska partiet, Alliansen för demokrati i Mali nominerade Dramane Dembélé, som appellerar till unga väljare. 
Den enda kvinnliga kandidaten var parlamentsledamoten Haïdara Aïchata Alassane Cissé.
Yeah Samaké, borgmästare i staden Ouelessebougou, siktade, med ekonomiskt stöd från trosfränder i USA, på att bli landets förste mormonske president.

### Resultat
| Kandidat                       | Röster    | %     |
| ------------------------------ | --------- | ----- |
| Ibrahim Boubacar Keïta         | 1 222 657 | 39,23 |
| Soumaïla Cissé                 | 605 901   | 19,44 |
| Dramane Dembélé                | 298 748   | 9,59  |
| Modibo Sidibé                  | 151 801   | 4,87  |
| Housseini Guindo               | 144 336   | 4,63  |
| Oumar Mariko                   | 74 706    | 2,40  |
| Choguel Kokalla Maiga          | 71 458    | 2,29  |
| Cheick Modibo Diarra           | 64 829    | 2,08  |
| Jamille Bittar                 | 54 530    | 1,74  |
| Mountaga Tall                  | 47 405    | 1,52  |
| Moussa Mara                    | 46 869    | 1,50  |
| Mamadou Bakary Sangare         | 32 951    | 1,06  |
| Soumana Sacko                  | 27 210    | 0,87  |
| Oumar Ibrahim Touré            | 25 610    | 0,82  |
| Haïdara Aïchata Alassane Cissé | 23 622    | 0,76  |
| Yeah Samake                    | 17 464    | 0,56  |
| Hamed Sow                      | 17 417    | 0,56  |
| Konimba Sidibe                 | 17 217    | 0,55  |
| Racine Seydou Thiam            | 16 620    | 0,53  |
| Ousmane Ben Traoré             | 16 142    | 0,52  |
| Oumar Boury Touré              | 16 022    | 0,51  |
| Cheick Keita                   | 15 156    | 0,49  |
| Siaka Diarra                   | 14 749    | 0,47  |
| Youssouf Cissé                 | 12 859    | 0,41  |
| Cheick Boucadry Traoré         | 9 432     | 0,30  |
| Sibiri Koumare                 | 9 169     | 0,29  |
| Oumar Alhousseini Maiga        | 8 571     | 0,28  |
| Tiebilé Drame                  | 5 919     | 0,19  |

Eftersom ingen av kandidaterna fick mer än 50% av rösterna kom en andra valomgång att genomföras.
Inför denna säkrade förhandsfavoriten Ibrahim Boubacar Keïta stöd från 22 av de utslagna motståndarna.

## Andra valomgången
Valrörelsen var lugn och stördes inte av några oroligheter. Många av de nästan sju miljoner röstberättigade stannade hemma och firade ramadans  avslutning. Häftiga regnskurar påverkade även valdeltagandet på vissa håll. 
Redan tidigt under rösträkningen stod det klart att Keïta fått störst stöd och motkandidaten Soumaïla Cisse erkände sig besegrad.
Enligt det officiella valresultatet, som meddelades torsdagen den 15 augusti, fick Keïta  77,61 % av rösterna mot 22,39 % för Cisse.